# Monastère Borissoglebski de Mourom
Le monastère Borissoglebski de Mourom (en russe : Борисогле́бский Му́ромский монасты́рь) est un monastère orthodoxe pour femmes. Il est rattaché à l'éparchie de Mourom. Il ne se trouve pas dans Mourom même, mais à 18 kilomètres au nord de cette ville, dans le village de Borissogleb, dans le raïon de Mourom, Oblast de Vladimir, sur la rive droite de la rivière Ouchna, affluent de l'Oka.

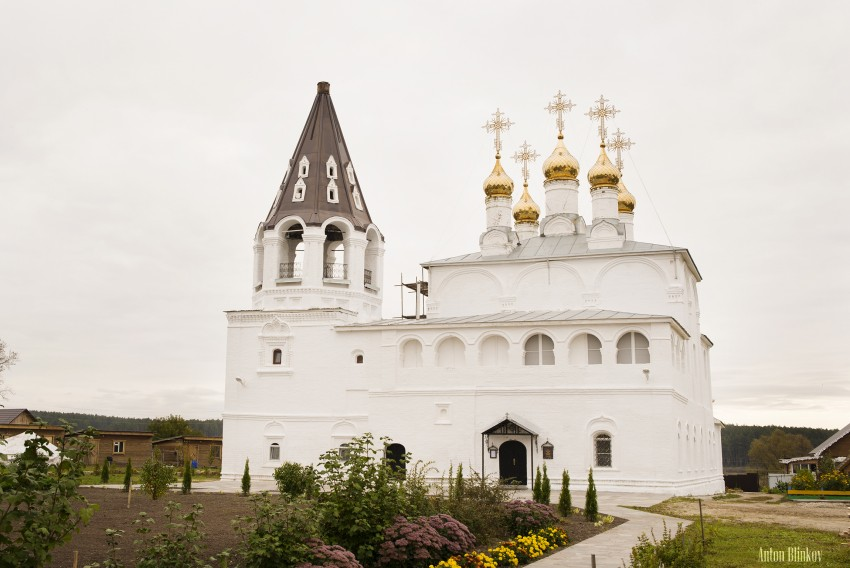
Monastère Borissoglebski de Mourom

## Histoire du monastère
La création du monastère Borissoglebski est liée à la vie du prince Gleb Vladimirovitch, prince de Mourom au Xe siècle-XIe siècle.
La tradition rapporte qu'en 1228 Eudokia prend le voile dans ce monastère. C'est la fille du prince de Mourom, David Iourevitch (1203-1228) et de son épouse Euphrosine. Les premières informations fiables sur le monastère proviennent de la Chronique de Nikon et de la « Quatrième chronique de Novgorod ». Cette dernière date de la première moitié du XIVe siècle.
Le premier archimandrite connu du monastère est Siméon dont le nom est mentionné dans les parchemins des années 1531-1548. À la fin du XVIe siècle, début du XVIIe siècle le monastère s'accroît de nouvelles terres qui s'étendent alors sur 25 verstes. Certains historiens attribuent cet enrichissement à la parenté existant entre le propriétaire du village de Borissogleb et Boris Godounov. Au XVIIe siècle, de nouvelles églises en pierre sont érigées là ou se trouvaient les vieux édifices en bois.
En mai 1719, un incendie ravage le monastère. Pour sauver la situation le Synode décide de fusionner le Monastère de l'Annonciation de Mourom avec celui de Borissogleb. Cette décision n'est pas bien acceptée par les habitants de Mourom et la réunion des deux monastères se réalise difficilement.
L'année même de la décision du Saint-Synode, en 1765, la décision est modifiée et le monastère de Borissoglebski est transformé en simple paroisse. Le dernier abbé du Monastère de Borissogleb, l'archimandrite Gennadi, est transféré au Monastère de la Transfiguration de Mourom.
Le clergé de la paroisse comprend un prêtre et un chantre. Les paroissiens sont les villageois du village de Borissogleb et des environs. Une école préparatoire est adjointe à l'église. En 1896, 48 élèves la fréquentent.

## Situation actuelle
Après les pogroms athées soviétiques, il ne restait plus de l'ensemble architectural que la coupole à deux étages de l'église et le clocher à trois étages avec toit en forme de pointe de l'église de la Nativité. L'autre église a disparu.
En 1992 le monastère est rendu au Patriarcat de Moscou et de toute la Russie et est rattaché au Monastère de l'Annonciation de Mourom. Depuis 2013 il renaît comme monastère pour femmes dans l'éparchie de Mourоm.